# فاليري غيراسيموف
فاليري غيراسيموف (بالإنجليزية: Valery Gerasimov) مواليد 8 سبتمبر 1955 في قازان، هو جنرال روسي و الرئيس الحالي لهيئة الأركان العامة للقوات المسلحة الروسية و نائب وزير الدفاع الأول. تم تعيينه من قبل الرئيس الروسي فلاديمير بوتين يوم 9 نوفمبر 2012. تم تعيينه رئيسا للقوات الروسية المشتركة في اوكرانيا يوم 11 يناير 2023.